# 더 포크 크루세이더즈
더 포크 크루세이더스(일본어: ザ・フォーク・クルセダーズ, 영어: The Folk Crusaders)는 1960년대 후반에 활동했던 일본의 포크송 그룹이다.
1965년 카토 카즈히코가 잡지 《MEN'S CLUB》에 멤버를 구하는 것을 시작으로 키타야마 오사무가 이에 응해 합류하고, 이후 히라누마 요시오, 이무라 미키오, 아시다 마사요시까지 더해 5명으로 결성했다. 이후 '세상의 민요를 소개한다'는 개념으로 더 포크 크루세이더스라고 이름을 정한다. 하지만 수험을 위해 이무라와 아시다는 탈퇴해 3인조로 활동했으며, 수험이 끝난 후 아시다가 다시 복귀해 얼마간은 4인조가 되지만, 아시다는 곧 다시 탈퇴하게 된다. 1967년에 해산하기로 결정해, 이를 기념해 음반 〈파렴치〉를 자체적으로 300 장 제작했고, 같은 해 10월에 열린 제 1회 포크 캠프에 출연한 후 해산한다.
그러나 1967년 〈파렴치〉에 수록된 음원들이 라디오에서 자주 들리게 되었고, 레코드 회사들이 이들을 주목해 데뷔를 권하게 된다. 카토는 처음에 반대했으나 키타야마의 설득으로 1년만 활동할 것을 전제로 프로로 데뷔하게 되었고, 탈퇴한 히라누마를 대신해 하시다 노리히코가 영입되었다. 프로 데뷔 후 발표한 첫 싱글 〈돌아온 술주정뱅이〉 가 오리콘 사상 처음으로 밀리언 셀러가 되는 등 큰 인기를 끌었다.
1968년 10월 17일 오사카에서 해산 콘서트를 갖고, 그 날 《11PM》(요미우리 TV)에 출연 후에, 초기 약속대로 해산했다.

## 주해
1. ↑  1967년부터 1969년까지 간사이에서 열린 포크송, 팝송의 모임 및 콘서트
2. ↑  이 곡은 아마추어 시절의 〈파렴치〉에도 수록되어 있다.